# Les Barranques
Les Barranques és una partida rural del municipi de Castell de Mur, al Pallars Jussà, a l'antic terme de Mur, en terres del poble del Meüll.
Està situada a l'extrem nord-occidental del terme municipal, al sud-est del Mas de Condó i al nord-est del Mas de l'Hereu. Constitueix tot el vessant occidental del Tossal de les Barranques, al nord de lo Perrot i al sud de les restes de la capella de Sant Gregori.

## Etimologia
Es tracta d'un topònim romànic descriptiu, ja que es tracta d'un territori molt solcat per barrancs de diverses mides que aflueixen en els barrancs més importants de la zona: barranc de Condó i barranc d'Eloi.